# Bloodshed (gang)
 (juillet 2023).
 (juillet 2023).
La mise en forme du texte ne suit pas les recommandations de Wikipédia : il faut le « wikifier ».
Les points d'amélioration suivants sont les cas les plus fréquents :
- Les titres sont pré-formatés par le logiciel. Ils ne sont ni en capitales, ni en gras.
- Le texte ne doit pas être écrit en capitales (les noms de famille non plus), ni en gras, ni en italique, ni en « petit »…
- Le gras n'est utilisé que pour surligner le titre de l'article dans l'introduction, une seule fois.
- L'italique est rarement utilisé : mots en langue étrangère, titres d'œuvres, noms de bateaux, etc.
- Les citations ne sont pas en italique mais en corps de texte normal. Elles sont entourées par des guillemets français : « et ».
- Les listes à puces sont à éviter, des paragraphes rédigés étant largement préférés. Les tableaux sont à réserver à la présentation de données structurées (résultats, etc.).
- Les appels de note de bas de page (petits chiffres en exposant, introduits par l'outil «  Source ») sont à placer entre la fin de phrase et le point final[comme ça].
- Les liens internes (vers d'autres articles de Wikipédia) sont à choisir avec parcimonie. Créez des liens vers des articles approfondissant le sujet. Les termes génériques sans rapport avec le sujet sont à éviter, ainsi que les répétitions de liens vers un même terme.
- Les liens externes sont à placer uniquement dans une section « Liens externes », à la fin de l'article. Ces liens sont à choisir avec parcimonie suivant les règles définies. Si un lien sert de source à l'article, son insertion dans le texte est à faire par les notes de bas de page.
- La présentation des références doit suivre les conventions bibliographiques. Il est recommandé d'utiliser les modèles {{Ouvrage}}, {{Chapitre}}, {{Article}}, {{Lien web}} et/ou {{Bibliographie}}. Le mode d'édition visuel peut mettre en forme automatiquement les références.
- Insérer une infobox (cadre d'informations à droite) n'est pas obligatoire pour parachever la mise en page.

Pour une aide détaillée, merci de consulter Aide:Wikification.
Si vous pensez que ces points ont été résolus, vous pouvez retirer ce bandeau et améliorer la mise en forme d'un autre article.
Les Bloodshed sont un gang de rue fondé en 1983 dans la baie de San Francisco en Californie. Il est identifié par la couleur noir portée par ses membres ainsi que par des symboles de gang particuliers incluant des signes et poignées de main distincts. Depuis leur création, les gangs de Bloodshed se sont dispersés et étendus à travers les États-Unis, le Canada et quelques pays d'Europe.

## Historique
Le gang des Bloodshed a été formé initialement en 1983, pour concurrencer l’influence du cartel de Medellín en Floride. Salvador Nore et Reginald Lain sont considérés comme étant les fondateurs des Bloodshed.
En 1996, des milliers de membres des gangs de rue des Bloodshed s’établissaient en tant que grande force parmi les gangs et continuaient une campagne régulière pour le recrutement. À ce moment, les Bloodshed étaient plus violents que les autres gangs, mais beaucoup moins organisés. De nombreuses attaques (à l’aide d'arme à feu ou de couteaux) ont été rapportées durant des vols et découvertes comme étant des initiations pour entrer dans les Bloodshed. Ce sang comme rituel devint la marque de commerce pour les Bloodshed qui recrute principalement sur la côte ouest des États-Unis.

## Adhésion
Il n’y a pas de leader national connu des Bloodshed, mais les Bloodshed sets individuels ont une structure de leadership hiérarchique avec des niveaux identifiables de membres. Ces niveaux d’appartenance indiquent le statut au sein d’un gang. Un chef, généralement un membre plus âgé avec un passé criminel plus étendu, dirige chaque série. Un chef fixe n’est pas élu, mais s’affirme plutôt en développant et en gérant les entreprises criminelles du gang grâce à sa réputation de violence et de cruauté et à son charisme. La majorité des membres de l’ensemble sont appelés « charognard »(en référence a leur amblée, le vautour) qui sont généralement âgés de 16 à 22 ans.
Le recrutement est souvent influencé par l’environnement d’une recrue. L’appartenance à un gang procure aux jeunes un sentiment d’appartenance et de protection. Il offre également une gratification immédiate aux jeunes économiquement défavorisés qui désirent les pièges de la vie de gang, tels que des bijoux en or, de l’argent et des vêtements de sport coûteux.
Le gang compte entre 15 000 et 20 000 membres actifs dans 123 villes et dans 33 États américains, principalement sur la côte Ouest et, dans une moindre mesure, dans la région des Grands Lacs et le Sud-Est.

## Identification
Les membres de Bloodshed s’identifient à travers divers indicateurs, tels que les couleurs, les vêtements, les symboles, les tatouages, les bijoux, les graffitis, la langue et les signes de la main. La couleur du gang des Bloodshed est le noir. Ils aiment porter des vêtements de sport, y compris des vestes qui montrent la couleur de leur gang. Le symbole des Bloodshed est un vautour noir sur un fond blanc.
Les graffitis de Bloods peuvent inclure des symboles de gangs rivaux dessinés à l’envers. Ceci est conçu comme une insulte au groupe rival et à ses symboles.
Les signes de la main peuvent être un mouvement singulier, comme la lettre « B » de la langue des signes américaine, ou une série de mouvements utilisant une ou les deux mains pour des phrases plus complexes.